# Tobias Lund
Tobias Nicolai Lund, född 20 april 1977, är en svensk musikvetare, musikkritiker och författare, verksam i Lund.

## Verksamhet
Tobias Lund har studerat musikvetenskap vid Lunds universitet och disputerade 2009 på en avhandling om Franz Schuberts genomkomponerade sånger. Sedan 2005 är han verksam som kritiker på HD-Sydsvenskan, med särskild inriktning mot klassisk musik, nutida konstmusik och opera.
2011 publicerade Tobias Lund och Eino Tubin en samförfattad bok om Tubins far, den estnisk-svenske tonsättaren Eduard Tubin. 2022 kom Lunds monografi om Hugo Alfvén och dennes musik.
Tobias Lund undervisar i musikvetenskap vid Lunds universitet och är också verksam som producent vid Odeum. 2010–19 var han redaktör för Svensk tidskrift för musikforskning / Swedish journal of music research (STM–SJM), 2010–13 och 2018–19 som huvudredaktör.

## Priser och utmärkelser
- Carl-Allan Moberg-stipendiet 2009 för doktorsavhandlingen om mottagandet av Schuberts tidiga solosånger.[3]

- Utsedd till en av årets musikpersonligheter på Opuslistan 2022[4]
- Minnesmedalj i guld över Hugo Alfvén 2023[5]